# Guy Kibbee
Guy Kibbee est un acteur américain né le 6 mars 1882 à El Paso (Texas, États-Unis) et mort le 24 mai 1956 à East Islip (Long Island).

## Filmographie
- 1931 : The Big Irons : Mr. Kibbee
- 1931 : Stolen Heaven de George Abbott : le commissaire de police
- 1931 : Man of the World de Richard Wallace : Harry Taylor
- 1931 : Les Carrefours de la ville (City Streets) de Rouben Mamoulian : Pop Cooley
- 1931 : La Pécheresse (Laughing sinners) de Harry Beaumont : Cass Wheeler
- 1931 : Side Show de Roy Del Ruth : Colonel Gowdy
- 1931 : New Adventures of Get Rich Quick Wallingford de Sam Wood : Sergent McGonigal
- 1931 : Flying High de Charles Reisner : Mr. Fred Smith
- 1931 : Blonde Crazy de Roy Del Ruth : A. Rupert Johnson, Jr.
- 1932 : Gare centrale (Union Depot) de Alfred E. Green : Scrap Iron Scratch
- 1932 : Taxi! de Roy Del Ruth : Pop Riley
- 1932 : High Pressure : Clifford Gray
- 1932 : Fireman, Save My Child de Lloyd Bacon : Pop Devlin
- 1932 : Play Girl de Ray Enright : 'Finky' Finkelwald
- 1932 : The Crowd Roars d'Howard Hawks : Pop Greer
- 1932 : The Mouthpiece (en) de James Flood et Elliott Nugent : Bartender
- 1932 : Deux Secondes (Two Seconds) de Mervyn LeRoy : Bookie
- 1932 : L'Étrange Passion de Molly Louvain (The Strange Love of Molly Louvain) de Michael Curtiz : Pop, un policier
- 1932 : The Dark Horse : Zachary Hicks
- 1932 : Winner Take All de Roy Del Ruth : Pop Slavin
- 1932 : Crooner : Mike
- 1932 : Big City Blues : Hummell, le détective
- 1932 : Pluie (Rain) : Joe Horn
- 1932 : Fils de Russie (Scarlet Dawn) de William Dieterle : Mr. Murphy
- 1932 : Les Conquérants (The Conquerors) : Dr. Dan'l Blake
- 1932 : Nuit d'aventures (Central Park) : Policier Charlie Cabot
- 1933 : They Just Had to Get Married
- 1933 : 42e Rue (42nd Street) : Abner Dillon
- 1933 : Girl Missing : Kenneth Van Dusen
- 1933 : Lilly Turner : Doc Peter McGill
- 1933 : Chercheuses d'or de 1933 (Gold diggers of 1933) : Faneul H. Peabody
- 1933 : La Soie écarlate (en) (The Silk Express) de Ray Enright : Railway Detective McDuff
- 1933 : La Vie de Jimmy Dolan (The Life of Jimmy Dolan) d'Archie Mayo : Phlaxer
- 1933 : Grande Dame d'un jour (Lady for a Day) de Frank Capra : Juge Henry G. Blake - 'Hon. Edward Worthington Manville'
- 1933 : Prologue (Footlight Parade) : Silas 'Si' Gould
- 1933 : Les Veuves de La Havane (Havana Widows) de Ray Enright : Deacon R. Jones
- 1933 : The World Changes : James Clafflin
- 1933 : La Folle Semaine (Convention City) : George Ellerbe
- 1934 : Easy to Love de William Keighley : Justice of the Peace
- 1934 : Wonder Bar : Henry Simpson
- 1934 : Harold Teen (en) de  Murray Roth : Joe 'Pa' Lovewell
- 1934 : Merry Wives of Reno (en) de H. Bruce Humberstone : Tom Fraser
- 1934 : The Merry Frinks : Oncle Newt Frink
- 1934 : Dames : Horace Peter Hemingway
- 1934 : Big-Hearted Herbert : Big Hearted Herbert Kainess
- 1934 : Babbitt : George F. Babbitt
- 1935 : While the Patient Slept : Detective Lieutenant Lance O'Leary
- 1935 : Mary Jane's Pa : Sam Preston
- 1935 : Ne pariez pas sur les blondes (Don't Bet on Blondes) : Col. Jefferson Davis Youngblood
- 1935 : Going Highbrow : Matt Upshaw
- 1935 : Je vis pour aimer (I Live for Love) : George Henderson
- 1935 : Le Capitaine Blood (Captain Blood) : Henry Hagthorpe
- 1936 : Le Petit Lord Fauntleroy (Little Lord Fauntleroy) : Mr. Silas Hobbs
- 1936 : Capitaine Janvier (Captain January) : Capitaine Janvier
- 1936 : I Married a Doctor (en) d'Archie Mayo : Samuel Clark
- 1936 : The Big Noise : Julius Trent, aka Tom Douglas
- 1936 : Earthworm Tractors de Ray Enright : Sam Johnson
- 1936 : M'Liss : Washoe Smith
- 1936 : The Captain's Kid : Oncle Asa Plunkett
- 1936 : Three Men on a Horse : Mr. J. G. Carver
- 1937 : Mama Steps Out : Leonard 'Len' Cuppy
- 1937 : Don't Tell the Wife (en) de Christy Cabanne : Malcolm J. 'Dinky' Winthrop
- 1937 : Jim Hanvey, Detective : James Woolford 'Jim' Hanvey
- 1937 : Justice des montagnes (Mountain Justice) de Michael Curtiz : Doctor John Aloysius Barnard
- 1937 : Riding on Air : Doc Waddington
- 1937 : Arizona Bill (The Bad Man of Brimstone) : Francis X. 'Eight Ball' Harrison
- 1938 : Of Human Hearts : George Ames
- 1938 : Quelle joie de vivre (Joy of living) : Dennis Garret
- 1938 : Trois Camarades (Three Comrades) de Frank Borzage : Alfons
- 1938 : Rich Man, Poor Girl : Phillip 'Pa' Thayer
- 1938 : Nanette a trois amours (Three Loves Has Nancy) de Richard Thorpe : Pa Briggs
- 1939 : Let Freedom Ring (en) de Jack Conway : Juge David Bronson
- 1939 : Le monde est merveilleux (It's a Wonderful World) de W. S. Van Dyke : Fred 'Cap' Streeter
- 1939 : Place au rythme (Babes in Arms) : Juge John Black
- 1939 : Monsieur Smith au sénat (Mr. Smith Goes to Washington) : Gov. Hubert 'Happy' Hopper
- 1939 : Bad Little Angel : Luther Marvin
- 1939 : Henry Goes Arizona : Juge Van Treece
- 1940 : Une petite ville sans histoire (Our Town) : Charles Webb
- 1940 : Street of Memories : Harry Brent
- 1940 : La Roulotte rouge ou La Belle Écuyère (Chad Hanna) : Huguenine
- 1941 : Scattergood Baines (en) de Christy Cabanne : Scattergood Baines
- 1941 : Scattergood Pulls the Strings (en) de Christy Cabanne : Scattergood Baines
- 1941 : Scattergood Meets Broadway de Christy Cabanne : Scattergood Baines
- 1941 : Ève a commencé (Its Started With Eve) de Henry Koster : l'évêque Maxwell
- 1941 : Évitons le scandale ! (Design for Scandal) de Norman Taurog : Juge Graham
- 1942 : Le Souvenir de vos lèvres (This Time for Keeps) de Richard Thorpe : Harry Bryant
- 1942 : Sunday Punch : 'Pops' Muller
- 1942 : Scattergood Rides High (en) de Christy Cabanne : Scattergood Baines
- 1942 : Le Caïd (The Big Shot) de Lewis Seiler : Dr. Bertram 'Doc' / 'Simmzy' Simms
- 1942 : Miss Annie Rooney : Grandpa Rooney
- 1942 : There's One Born Every Minute : Lester Cadwalader, Sr.
- 1942 : Tish : Judge Horace Bowser
- 1942 : Scattergood Survives a Murder (en) de Christy Cabanne : Scattergood Baines
- 1942 : Whistling in Dixie : Juge George Lee
- 1943 : Learn and Live : Angel
- 1943 : Cinderella Swings It de Christy Cabanne : Scattergood Baines
- 1943 : Power of the Press : Ulysses Bradford
- 1943 : La Sauvagesse blanche (White Savage)
- 1943 : Fou de girls (Girl Crazy) de Norman Taurog et Busby Berkeley : Dean Phineas Armour
- 1944 : Dixie Jamboree (en) de Christy Cabanne : Capt. Jackson of the 'Ellabella'
- 1945 : The Horn Blows at Midnight : Radio Director / The Chief
- 1946 : Cowboy Blues : Dusty Nelson
- 1946 : Singing on the Trail : Dusty Wyatt
- 1946 : Gentleman Joe Palooka : Oncle Charlie
- 1946 : Lone Star Moonlight : Amos Norton
- 1947 : Over the Santa Fe Trail : Bisquits
- 1947 : L'Heure du pardon (The Romance of Rosy Ridge) : Cal Baggett
- 1947 : L'Étalon rouge de Lesley Selander : Dr. Thompson
- 1948 : Le Massacre de Fort Apache (Fort Apache) : Capt. Dr. Wilkens
- 1948 : Le Fils du désert (3 Godfathers) : Juge